# Samuel Bough

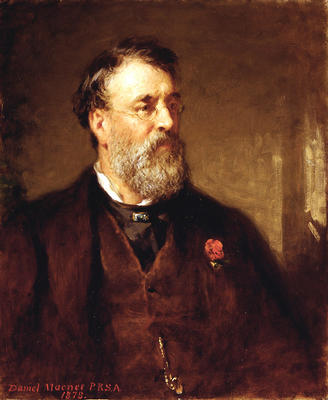
Samuel Bough; Porträt von Daniel Macnee, 1878

Samuel Bough (* 8. Januar 1822 in Carlisle; † 19. November 1878 in Edinburgh) war ein schottischer Landschaftsmaler.

## Leben

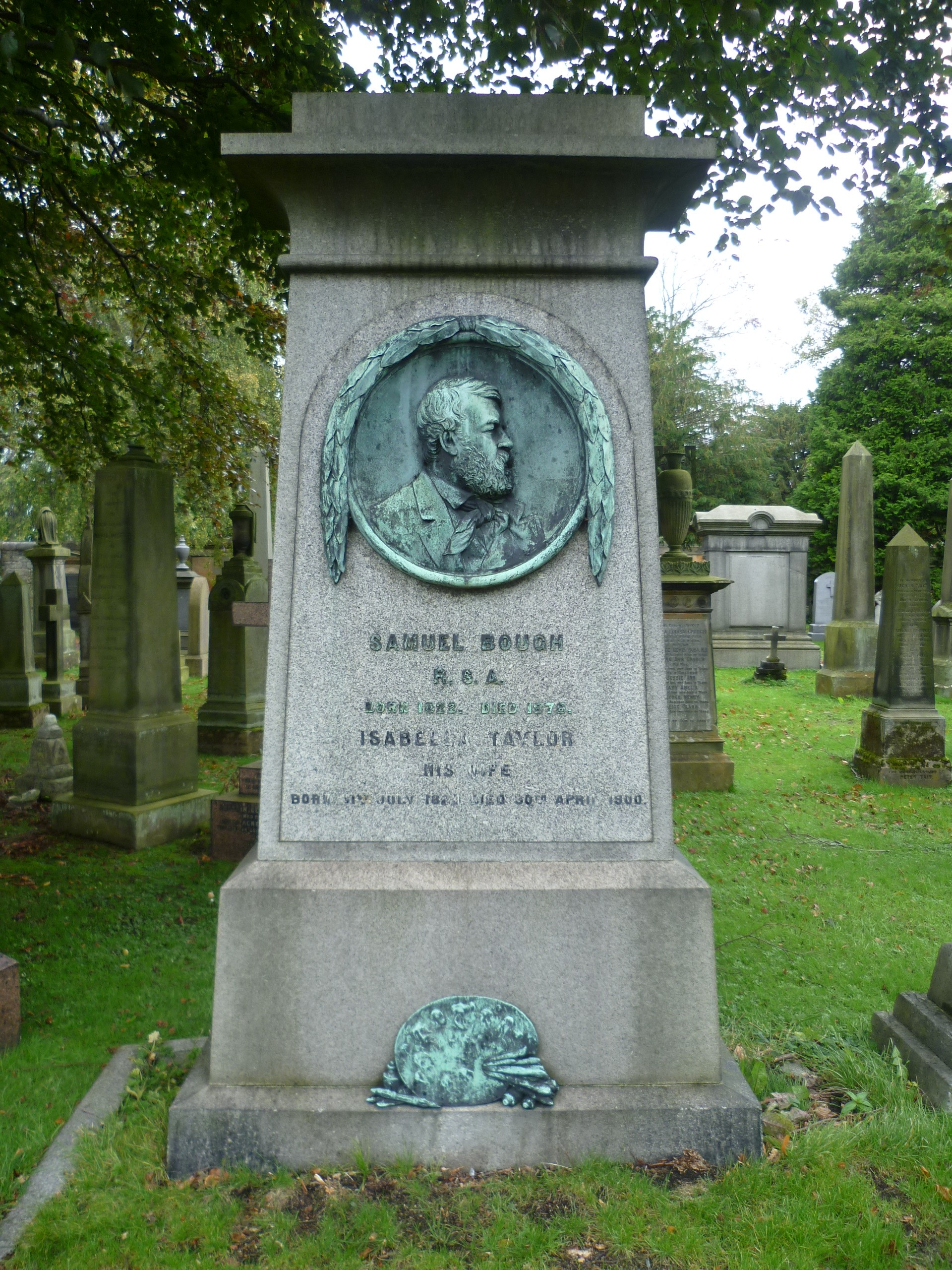
Boughs Grabmal in Edinburgh

Bough wurde in der Abbey Street geboren. Er war das dritte Kind von James Bough, einem ursprünglich aus Hereford stammenden Schuhmacher und dessen Frau Lucy (geborene Walker). Seine Großmutter väterlicherseits war Alice Carter, die aus einer walisischen Bauernfamilie stammte und gemeinsam mit der Familie in dem Haus wohnte. Sein Vater war als Butler des Arztes Sir Joseph Gilpin mit diesem aus Bath nach Carlisle gekommen. Am 19. Januar 1818 heiratete er Fräulein Walker, die als Dienerinnen in dessen Haushalt arbeitete. Gemeinsam hatten sie fünf Kinder. Bough wurde am 10. Februar 1822 getauft. Nach der Heirat begann sein Vater seinen ursprünglichen Beruf als Schuhmacher wieder auszuüben.
In seiner frühen Jugend arbeitete Bough in der Werkstatt seines Vaters; später war er im Büro des Stadtschreibers von Carlisle William Nanson beschäftigt. Nach einigen Jahren der für ihn unbefriedigenden Büroarbeit gab er die Aussicht auf eine juristische Laufbahn auf und kündigte. Nanson soll zum Abschied folgendes gesagt haben:

“Well, I think it’s the best thing thou can do, my lad – for certainly thou has been the biggest fool we ever had about the place!”

„Nun, ich denke, es ist das Beste, was du tun kannst, mein Junge – denn du warst sicherlich der größte Narr, den wir jemals an diesem Ort hatten!“

Bough wurde nach London zu dem Architekten Thomas Allom (1804–1872) geschickt, um dort die Kunst der Landschaftszeichnungen auf Stahl und Kupfer zu erlernen. Da er sich weigerte, auch die Anweisungen von dessen Frau zu befolgen, musste er diese Stellung aufgeben. Hinzu kam, dass sein Vater die geforderte Summe von 100 Pfund nicht aufbringen konnte. Er bestritt eine Zeit lang seinen Lebensunterhalt mit Arbeiten als Tagelöhner. Da er sich eine Kutschfahrt nicht leisten konnte, machte er sich zu Fuß auf den Rückweg von London nach Carlisle. Er hielt auf dieser Reise Landschaftsszenerien in Aquarellen fest, wobei er auch Kontakte zu Zigeunern hatte. Im Jahr 1838, besuchte er die National Gallery und fertigte dort einige Kopien an; Bough ging nie auf eine Kunstschule. Im Jahr 1845 erhielt er eine Anstellung als Bühnenmaler in Manchester und später in Glasgow, wo er Isabella Taylor, eine Sängerin am Theater, heiratete.
Boughs Fähigkeiten beeindruckten den schottischen Porträtmaler Sir Daniel Macnee so nachhaltig, dass er ihm empfahl, seine Anstellung aufzugeben und als professioneller Landschaftsmaler zu arbeiten. So begann Bough ab 1849 mit ernsthaften Naturstudien im benachbarten Cadzo Forest und in Port Glasgow, wo er sein Shipbuilding at Dumbarton schuf. Zusätzlich malte er Küstenansichten, Mondlicht- und Highland-Szenerien. Auf Ausstellungen zeigte er zuweilen Bilder, die auf ausgedehnten Reisen durch England und über den Kanal entstanden waren.

## Werk
Zu seinem Hauptwerk gehören: Canty Bay, The Rocket Cart, St. Monan’s, London from Shooter’s Hill, Kirkwall, Borrowdale (abgedruckt im Art Journal, 1871), March of the Avenging Army, Bannockburn and the Carse of Stirling sowie Guildford Bridge. Außerdem illustrierte er Bücher für Blackie & Co. und andere Verlage, produzierte ein paar nicht besonders gewinnbringende Radierungen, schuf mehrere Panoramen, und gab dabei das Malen von Bühnenbildern nie ganz auf.
Im Jahr 1856 wurde Bough Associate und 1875 schließlich Vollmitglied der Royal Scottish Academy. Er war zudem Vizepräsident der Scottish Society of Painters in Watercolour, obwohl er vielen Zeitgenossen eher als Bohemien in Erinnerung geblieben sein mag. In den letzten 20 Jahren bis zu seinem Tod hatte er seinen Wohnsitz in Edinburgh.